# 目黒区立目黒中央中学校
目黒区立目黒中央中学校（めぐろくりつ めぐろちゅうおうちゅうがっこう）は、東京都目黒区中町に所在する区立中学校である。

## 概要
- 2020年現在で特別支援学級を含み全学年合計で15学級である。

## 教育目標
- 「自立と共生」を教育目標に掲げる。
- 新校舎は教科センター方式で、各教科毎に教室が用意されている。ホームルームの各教室と廊下には一切仕切りがない。

## 沿革
- 2006年4月1日 - 目黒区立第二中学校、第五中学校、第六中学校を統合して開校し、旧第六中学校の校舎で授業を始める。
- 2008年4月1日 - 旧第五中学校跡地に竣工した新校舎へ移転する。
- 2024年4月1日 - 教科センター方式が廃止される

## 旧目黒区立第二中学校
中目黒3丁目に位置し、旧校舎は「めぐろ学校サポートセンター」になり、その一部はめぐろ歴史資料館として一般に公開されている。

## 旧目黒区立第五中学校
目黒中央中学校に建て替えられたが敷地内の「格技棟」は旧五中のものがそのまま利用されている。

## 旧目黒区立第六中学校
旧六中の校舎は2006年から2007年まで目黒中央中学校の仮設校舎として利用された後、本校舎を除き、西校舎、東校舎、体育館および特別支援学級校舎が取り壊され、改装後は「スマイルプラザ中央町」として、併設の中央町児童館、中央町児童館学童クラブは小、中、高校生に広く利用されている。敷地の一部は都道420号線の混雑緩和を図る新都道建設計画用地として整備されている。

## 著名な卒業生
- 奥浩平（学生運動家）
- 染谷絹代（政治家、静岡県島田市長（2期））
- 宮内聡（サッカー選手）
- 塚田晃平（プロ野球選手）
- 酒井貴士（お笑い芸人、ザ・マミィ）
- 優希美青（女優、タレント）※山形県米沢市立第七中学校より転入
- 草川拓弥（超特急 (音楽グループ)）